# Pelutxo de corall
El pelutxo de corall (Hericium coralloides), també anomenat bolet carner de corall, és un pelutxo comestible, distintiu i atractiu, que creix sobre troncs de faig i bedoll.

## Morfologia

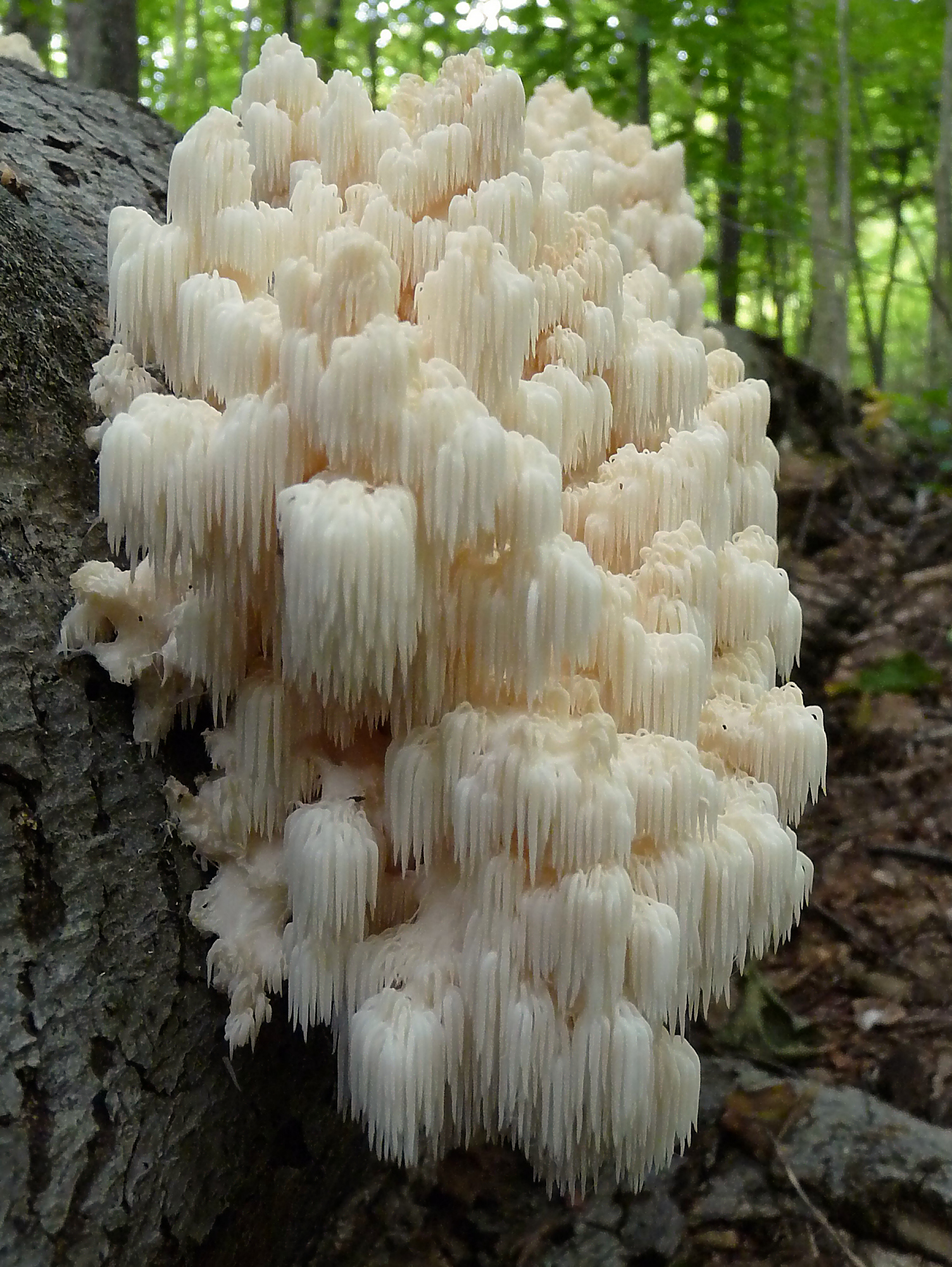
Pelutxo de corall (Hericium coralloides)

Bolets grans, anuals, carnosos, fràgils, de fins a 25 cm de diàmetre; de blancs a cremosos; ramificats de manera semblant a un corall on cada branca, és coberta per agulles pàl·lides de fins a 1 cm de longitud; disposades com les dents d'una pinta, pèndules.
Cama reduïda a un peu que es ramifica de forma repetida i irregular en un grup de branques principals de fins a 10cm de diàmetre.
Carn amiloide; de blanca a rosada, amb l'edat de beix a bruna; d'olor i tast agradable.

## Hàbitat
Molt rar; creixent sobre troncs caiguts de faig (Fagus sylvatica), menys freqüent sobre freixe de fulla gran (Fraxinus excelsior) i om (Ulmus minor)

## Observacions
Carn + I: Amiloide (gris, negra)
Espècie a protegir

## Comestibilitat
Comestible, a protegir per la seva raresa.